# NGC 2772
NGC 2772 (również PGC 25654) – galaktyka spiralna (Sb), znajdująca się w gwiazdozbiorze Kompasu. Odkrył ją John Herschel 23 stycznia 1835 roku.